# 치토르가르
치토르가르는 인도 라자스탄주의 도시이다. 바나스강의 지류인 베라크강에 위치해 있으며, 치토르구의 행정 소재지이다. 이 도시는 메와르 왕국의 주요 거점이었다. 치토르가르는 감비리와 베라크 강둑에 위치해 있다.
치토르가르는 현존하는 인도와 아시아에서 가장 큰 요새인 치토르 요새의 본거지이다. 처음에는 1303년 알라웃딘 할지에 의해, 다시 1535년 구자라트 술탄국의 바하두르 샤에 의해, 그리고 마지막에는 1568년 무굴 황제 악바르에 의해 세 차례 약탈당했다. 치토르가르는 미라 바이에게 숭배의 땅이었다. 이곳은 또한 판나 다이와 라니 파드미니가 활동한 곳으로 알려져 있다.